# رسوایی در خانواده
رسوایی در خانواده (ایتالیایی: Peccati in famiglia) یک فیلم درام اِروتیک ایتالیایی به کارگردانی «برونو گابورو» است که در سال ۱۹۷۵ منتشر شد.

## بازیگران
- میکله پلاچیدو
- سیمونتا استفانلی
- جنی تامبوری
- ژولیت مانیل
- رنتسو مونتانیانی
- گاستونه پسکوچی
- لائورا د مارکی
- کورادو اولمی
- ادی ویلیامز
- رزیتا توروس